# Halfwoestijn van het Alashanplateau
De halfwoestijn van het Alashanplateau (Engels: Alashan Plateau semi-desert) is een ecoregio in het zuidwestelijke deel van de Gobiwoestijn waar de neerslag in de bergen gedurende een kort deel van de zomer voldoende is om een schaars plantenleven te ondersteunen. Het terrein bestaat uit bekkens en heuvels, met hoogtes van 1.000 tot 2.500 meter. De regio ligt op de grens tussen China en Mongolië, met het Tibetaanse Plateau in het zuiden en de meer droge gebieden van de Gobi in het noorden en oosten. De ecoregio is onderdeel van de WNF-bioom woestijnen en droge struwelen.

## Locatie en beschrijving
De ecoregio omvat de woestijnbekkens en lage bergen die begrensd worden door de Lopwoestijn in het westen, het Tibetaanse Plateau en het Qilian Shan in het zuiden, de Gobi-uitbreiding van het Altaigebergte in het noorden en het Helangebergte in het zuidoosten. Dit deel van de Gobiwoestijn ligt in de regenschaduw van het Tibetaanse Plateau. Delen ervan krijgen echter nog genoeg neerslag om gebieden met semi-aride woestijnplantgemeenschappen te ondersteunen.

## Klimaat
Het klimaat van de ecoregio is een koud woestijnklimaat (klimaatclassificatie van Köppen BWk). Dit klimaat is kenmerkend voor droge klimaten met neerslag die ver onder de potentiële evapotranspiratie ligt. Verschillende maanden zijn gemiddeld lager dan 0 °C. De jaarlijkse neerslag op het Alashanplateau is minder dan 150 millimeter per jaar.

## Flora en fauna
Plantengemeenschappen van het Alashanplateau gebruiken verschillende strategieën om zich te vormen en te overleven. Hoewel de ecoregio gebieden met zand en kale rotsen heeft, zijn er ook laaggelegen gebieden met zouttolerante planten (halofyten) en planten die zich hebben aangepast aan de lage neerslagniveaus (xerofyten). Struiken zoals de Haloxylon ammodendron en de halfverblijvende Reaumuria soongorica voegen stabiliteit toe aan de bodem en trekken verwante soorten aan. Gebieden met meer vochtigheid ondersteunen semi-woestijngemeenschappen van alsem (Artemisia), Zygophyllum en Calligonum mongolicum. Afvloeisel van het Qilian Shan ondersteunt enkele graslanden, en de Gele Rivier, die langs de oostelijke rand stroomt, ondersteunt rivierbossen van Populus euphratica en Tamarix-soorten.
Er is één zoogdier endemisch op het Alashanplateau, de Brachiones przewalskii.

## Bescherming
Het Nationaal Park Govĭ Gurvan Sajhan ligt in het noordelijke centrale deel van de ecoregio in Mongolië.